# ريان فينكلر
ريان فينكلر (بالإنجليزية: Ryan Winkler)‏ هو سياسي أمريكي، ولد في 30 ديسمبر 1975 ببيميدجي في الولايات المتحدة. حزبياً، نشط في حزب العمال المزارعين الديمقراطيين في مينيسوتا والحزب الديمقراطي. وقد انتخب عضو مجلس نواب مينيسوتا.